# Two Rivers (Wisconsin)
Pour les articles homonymes, voir Two Rivers.
Two Rivers est une ville américaine située dans le comté de Manitowoc, au Wisconsin. Selon le recensement de 2010, sa population est de 11 712 habitants.